# Медицинска школа Краљево
Медицинска школа је средња школа која се налази у Краљеву и функционише у оквиру образовног система Републике Србије. Медицинска школа школске 2018/19. године има 20 одељења са укупно 625 ученика.